# Heidelberger Volksbank
Die Heidelberger Volksbank eG gehört als Genossenschaftsbank zur Finanzgruppe Volksbanken Raiffeisenbanken und ist somit der Sicherungseinrichtung des Bundesverbandes der Deutschen Volksbanken und Raiffeisenbanken e. V. (BVR) angeschlossen.
Hauptzweck und Aufgabe der Genossenschaft ist die wirtschaftliche Förderung und Betreuung ihrer Mitglieder (§ 2 der Satzung).

## Geschichte
Die Heidelberger Volksbank eG wurde am 12. Juni 1874 von 31 Mitgliedern gegründet. Zweck der Gründung war die Versorgung der Bevölkerung, des mittelständischen Handelns, des Handwerks und der Landwirtschaft mit Bankleistungen. Sie ist eine der wenigen Genossenschaftsbanken in Deutschland, die noch wie zu Zeiten ihrer Gründung heißen.

## Niederlassungen
Die Heidelberger Volksbank eG unterhält in Heidelberg, Dossenheim und Eppelheim neun Geschäftsstellen und sechs SB-Standorte.

## Ausbildung
Das Ausbildungsangebot der Heidelberger Volksbank eG reicht von der 3-jährigen Ausbildung zum Bankkaufmann über die verkürzte Ausbildung zum Finanzassistenten bis hin zum dualen Studium an der DHBW Mannheim zum Bachelor of Arts, BWL-Finanzdienstleistungen (FDL).

## Gesellschaftliches Engagement
Die Heidelberger Volksbank eG gibt als eines ihrer Ziele die Förderung von Wirtschaft, Kultur, Sport und Medizin in der Region an. Sie kooperiert mit Vereinen, sozialen Einrichtungen, Kulturstätten, Schulen und Institutionen im Geschäftsgebiet der Bank.

## Genossenschaftliche Finanzgruppe der Volksbanken Raiffeisenbanken
Die Bank ist Teil der genossenschaftlichen Finanzgruppe Volksbanken Raiffeisenbanken und Mitglied beim Bundesverband der Deutschen Volksbanken und Raiffeisenbanken (BVR) sowie dessen Sicherungseinrichtung.